# Adesão da Albânia à União Europeia
A Albânia solicitou a adesão à União Europeia em 28 de abril de 2009. Oficialmente reconhecida pela UE como um "candidato em potencial", a Albânia iniciou as negociações para um Acordo de estabilização e de associação em 2003, tendo este sido acordado e assinado em 12 de junho de 2006, completando assim o primeiro passo para tornar o país um membro pleno da UE.
Seguindo o exemplo dos países do Leste Europeu, que haviam sido admitidos em 2004, a Albânia esteve engajada com as instituições da União Europeia, e se juntou à OTAN como membro pleno, em 2009. Ela também manteve a sua posição como fator de estabilidade e forte aliada da Europa Ocidental na região perturbada e dividida dos Balcãs.
Na sequência do seu pedido de adesão à União Europeia, o Conselho da União Europeia pediu à Comissão Europeia, em 16 de novembro de 2009, para preparar uma avaliação sobre a disponibilidade da Albânia para começar as negociações de adesão, um passo no processo que, geralmente, leva cerca de um ano. Em 16 de dezembro de 2009, a Comissão Europeia apresentou o questionário sobre a preparação da adesão ao governo albanês, o qual foi respondido em 14 de abril de 2010. No entanto, o status de candidatura não foi reconhecido pela UE devido a conflitos políticos duradouros no país. Uma lista com doze prioridades fundamentais, sendo estas condicionais para a Albânia alcançar o estatuto de candidato oficial e iniciar negociações de adesão, foram estabelecidas. O parlamento, em agosto de 2012, rejeitou uma das propostas de abolir a imunidade de parlamentares, ministros e outros oficiais, atrasando as negociações de candidatura. No entanto, em setembro de 2012 uma emenda constitucional, que limitava a imunidade de parlamentares, foi aprovada por unanimidade. Em outubro de 2012, a Comissão Europeia avaliou o progresso da Albânia no cumprimento das doze prioridades, constatando que quatro delas haviam sido atingidas, enquanto que duas estavam em progresso e as outras seis estavam em progresso moderado. O relatório concluiu que, se Albânia consegue realizar uma eleição parlamentar justa e democrática, em março de 2013, e implementar as mudanças restantes, cumprindo as oito prioridades essenciais ainda não totalmente satisfeitas, o Conselho da União Europeia seria recomendado a conceder à Albânia o estatuto de candidato oficial.

## Cronologia das relações com a União Europeia
| Data                | Evento |
| ------------------- | --- |
| 1992                | Comércio e Cooperação entre a UE e a Albânia. O país se torna elegível para financiamento através do programa Phare da UE. |
| 1997                | Aproximação regional. O Conselho de Ministros da UE estabelece condicionalidade política e econômica para o desenvolvimento das relações bilaterais. |
| 1999                | A UE propõe o novo Programa de Estabilização e Associação (PEA) para cinco países do Sudeste da Europa, incluindo a Albânia. |
| 1999                | Albânia se beneficia das preferências comerciais autônomas com a UE. |
| 2000                | Extensão dos direitos de acesso livre dos produtos da Albânia ao mercado da UE. |
| Junho 2000          | Conselho Europeu de Santa Maria da Feira estabelece que todos os países do Programa de Estabilização e Associação são candidatos potenciais à adesão à UE. |
| Novembro 2000       | Na Cimeira de Zagreb, os PEA são aprovados oficialmente pela UE e pelos países dos Balcãs Ocidentais (incluindo Albânia). |
| 2001                | Primeiro ano do novo programa CARDS especialmente designado para os países PEA. |
| Junho 2001          | A Comissão recomenda a realização de negociações sobre o Acordo de estabilização e associação (AEA) com a Albânia. O Conselho Europeu de Göteborg convida a Comissão a apresentar diretrizes de negociação de AEA. |
| 2002                | Diretrizes de negociação de um AEA com a Albânia, adotada em Outubro. |
| 31 Janeiro 2003     | O Presidente da Comissão Romano Prodi lança oficialmente as negociações de um AEA entre a UE e a Albânia. |
| Junho 2003          | Na Cimeira Tessalônica, o PEA é confirmado com a política adotada pela UE para os países dos Balcãs Ocidentais. A perspectiva da UE para esses países é confirmada (países participantes do PEA são elegíveis para entrada na UE e podem ser aderidos quando estiverem prontos. |
| Dezembro 2005       | Revista a decisão do Conselho sobre os princípios de uma Parceria Europeia com a Albânia. |
| 12 Junho 2006       | A AEA foi assinado pelo Conselho de Assuntos Gerais e Relações Exteriores do Conselho em Luxemburgo. |
| 9 Novembro 2006     | A Comissão Europeia decidiu iniciar as negociações de facilitação de vistos com a Albânia. |
| 13 Abril 2007       | O acordo de facilitação de vistos é assinado em Zagreb. O Comissionário da UE, Franco Frattini, foi citado ao dizer que aquele era o primeiro passo para a abolição dos requerimentos de visto e a livre circulação para cidadãos albaneses na UE. |
| 1 Janeiro 2008      | O acordo de facilitação de vistos entrou em vigor. |
| 7 Março 2008        | O comissário da UE, Franco Frattini, abriu em Tirana um diálogo para a liberalização do regime de vistos entre a Albânia e a UE. |
| 14 Janeiro 2009     | A processo de ratificação do AEA é completado em todos os países membros. |
| 1 Abil 2009         | O AEA entrou em vigor. |
| 28 Abril 2009       | Albania solicitou formalmente a adesão à União Europeia. |
| 16 Novembro 2009    | O Conselho da União Europeia pediu à Comissão Europeia para preparar uma avaliação sobre a prontidão da Albânia para iniciar as negociações de adesão. |
| 16 Dezembro 2009    | A Comissão Europeia apresentou o Questionário sobre a preparação da adesão ao governo albanês. |
| 14 Abril 2010       | Albânia apresentou respostas ao questionário da Comissão Europeia. |
| 27 Maio 2010        | A Comissão Europeia propôs o fim do visto de turismo para a Albânia. A proposta aprovada vai permitir que os cidadãos da Albânia viajem para países do acordo Schengen sem precisar de um visto de curta duração. |
| 8 Novembro 2010     | O Conselho da União Europeia aprova o fim do visto de turismo, na Area Schengen, para os cidadãos da Albânia. |
| 15 Dezembro 2010    | Entra em vigor a isenção de visto para cidadãos albaneses no espaço Schengen. |
| 10 Outubro 2012     | Comissão Europeia recomenda que seja concedida a Albânia o estatuto de candidata da UE, sujeito ao cumprimento de medidas-chave em certas áreas. |
| Agosto de 2012      | O parlamento albanês rejeitou uma proposta para abolir a imunidade para membros do parlamento, ministros e pessoas em algumas outras posições oficiais. A UE exigiu que isso fosse abolido, juntamente com 11 outras questões principais, então que o estatuto de candidato foi adiado. No entanto, em setembro de 2012, foi aprovada por unanimidade uma emenda constitucional que limitava a imunidade dos parlamentares. |
| Outubro de 2012     | A Comissão Europeia avaliou os progressos realizados pela Albânia no cumprimento de 12 condições fundamentais para obter o estatuto de candidato oficial e iniciar as negociações de adesão. O relatório concluiu que se a Albânia conseguisse realizar uma eleição parlamentar justa e democrática em junho de 2013, e também implementasse as mudanças remanescentes para cumprir as oito prioridades-chave ainda não completamente cumpridas, então o Conselho da União Europeia recomendaria a concessão do estatuto de candidato oficial à Albânia. |
| 23 Junho 2013       | Albânia realizou uma eleição geral, geralmente considerada livre e justa. |
| 16 Outubro 2013     | A Comissão Europeia divulgou os seus relatórios anuais sobre os futuros estados-membros, que concluíram que a eleição albanesa foi realizada de forma "ordenada" e que foram feitos progressos no cumprimento de outras condições; como tal, recomendou a concessão do estatuto de candidato à Albânia. |
| 5 Dezembro 2013     | Numa reunião do MEP, recomendou-se que "... o Conselho reconhecesse os progressos realizados pela Albânia, concedendo-lhe o estatuto de candidato sem demora injustificada." No entanto, vários Estados, incluindo a Dinamarca e os Países Baixos, continuaram a ser contra a concessão do estatuto de candidato à Albânia até que este demonstrasse que os seus progressos recentes poderiam ser sustentados. Por conseguinte, o Conselho da União Europeia, na sua reunião de dezembro de 2013, aceitou adiar a decisão sobre o estatuto de candidato até junho de 2014. |
| 24 Junho 2014       | Sob a Presidência grega da UE, o Conselho da União Europeia concordou em conceder o estatuto de candidato à Albânia, que foi aprovado pelo Conselho Europeu alguns dias depois. Isto coincidiu com o 10º aniversário da "Agenda 2014", proposto pelo Governo grego em 2004, no âmbito da UE-Cimeira dos Balcãs Ocidentais em Tessalônica, tendo em vista reforçar a integração de todos os países dos Balcãs Ocidentais na União Europeia. |
| Março de 2015       | Na quinta reunião de diálogo de alto nível entre a Albânia e a UE, o Comissário da UE para o Alargamento (Johannes Hahn) notificou a Albânia de que a data de início das negociações de adesão ainda requeria as seguintes duas condições: 1) O governo necessidade de reabrir o diálogo político com a oposição parlamentar, 2) A Albânia deve realizar reformas de qualidade para todas as 5 áreas-chave identificadas anteriormente ainda não cumpridas (administração pública, Estado de direito, corrupção, crime organizado, direitos fundamentais). Esta posição oficial foi totalmente apoiada pelo Parlamento Europeu através do seu parecer na resolução de abril de 2015, que concordou com todas as conclusões tiradas pelo último relatório intercalar de 2014 da Comissão sobre a Albânia. O primeiro-ministro albanês sublinhou que o próximo passo do seu governo consistiria em apresentar um relatório de progresso detalhado sobre a implementação das 5 reformas fundamentais à Comissão no Outono de 2015, esperando que as negociações de adesão devessem começar pouco depois - antes do final do ano de 2015. |
| 22 de Julho de 2016 | O parlamento albanês aprovou emendas constitucionais sobre as reformas da justiça. |
| 9 Novembro 2016     | A Comissão recomendou o início de negociações. |
| 26 Novembro 2016    | Alemanha anunciou que iria vetar as negociações de abertura até 2018. |
| Dezembro de 2018    | O primeiro-ministro grego, Alexis Tsipras, afirmou que o respeito dos direitos da minoria grega na Albânia é uma condição prévia para a entrada da Albânia na União Europeia. |
| Junho de 2019       | O comissário europeu Johannes Hahn recomendou que as negociações de adesão da UE com a Albânia fossem abertas. Em 1 de junho de 2019, o Conselho definiu o caminho para a abertura das negociações de adesão, com as conversações a serem iniciadas logo em seguida. |
| Setembro de 2019    | O Bundestag da Alemanha estabeleceu como pré-condições para as negociações de adesão da Albânia à UE as reformas no sistema judicial, continuar a luta contra o narcotráfico, uma nova lei eleitoral, criação do SPAK, funcionamento do Tribunal Constitucional e do Supremo Tribunal, nomear o novo Procurador Geral, julgamentos para os juízes corruptos, e também abandonarem algumas ambições da Grande Albânia. |
| 24 Março 2020       | Ministros da UE chegaram a um acordo político sobre a abertura de negociações de adesão com a Albânia e a Macedônia do Norte |